# Pirates of the Caribbean Multiplayer Mobile
Pirates of the Caribbean Multiplayer Mobile is een spel dat op de mobiele telefoon samen met andere spelers wordt gespeeld in een virtuele wereld. Het spel is gebaseerd op de films van Pirates of the Caribbean en de attractie in Disney World.

## Geschiedenis
In juli 2006 is Pirates of the Caribbean Multiplayer Mobile door Disney en Floodgate Entertainment uitgegeven, en is daarmee de tweede MMO game voor mobiele telefoons.

## Plot
Pirates of the Caribbean Multiplayer is een multiplayer mobiele telefoon spel waarin je begint als een kapitein van een piratenschip zonder enige ervaring, geen goud en minimale kennis van de zeeën rondom. De speler moet een score opbouwen door vrienden te maken met andere spelers, en zeeslagen te winnen.